# 阿隆·萨穆埃尔·奥拉纳尔
阿隆·萨穆埃尔·奥拉纳尔（Aaron Samuel Olanare，1994年6月4日—），是一名尼日利亚职业足球运动员，司职前锋。现在效力于俄羅斯足球超級聯賽球队莫斯科中央陸軍。

## 俱乐部生涯
奥拉纳尔在尼日利亚球队流星开始职业足球生涯。 2012年夏季，他转会加盟挪威足球超级联赛球队瓦勒伦加。 2013年7月10日，他转投另一支挪威球队薩普斯堡。
2014年7月9日，奥拉纳尔和中国足球超级联赛球队广州富力签约两年半，转会费为140万欧元。 7月19日，他在广州富力主场3比2击败江苏舜天的比赛首发出场，上演中超联赛首秀，并在第32分钟助攻队友张远得分。 7月31日，他射进在中国的首个进球，帮助广州富力客场5比1击败辽宁宏运。

## 国家队生涯
2014年10月，奥拉纳尔首次入选尼日利亚国家足球队。10月11日，他在2015年非洲国家杯外围赛尼日利亚客场0比1不敌苏丹的比赛第47分钟替补出场，上演国家队首秀。 10月15日，他在尼日利亚主场对阵苏丹的比赛首发出场，并在65分钟射进国家队首球，帮助尼日利亚3比1击败对手。